# Кетлін Партрідж
Кетлін Партрідж (англ. Kathleen Partridge, 7 грудня 1963 — 13 вересня 2021) — австралійська хокеїстка на траві.
Олімпійська чемпіонка 1988 року, учасниця 1992 року.